# Bedřich ze Šumburka
Bedřich či též častěji jako Fridrich ze Šumburka (německy Friedrich von Schönburg, † 1312 nebo 1317, Kadaň) byl český šlechtic z durynsko-saského šlechtického rodu Šumburků (Schönburgů), svého času jako loupeživý rytíř, později královský úředník, zemský podkomoří a pukrabí v Kadani. Někdy bývá uváděn jako Bedřich III. ze Šumburka, zde se však může jednat o záměnu s Bedřichem III. ze Šumburka (před rokem 1261 – 21. ledna 1310).

## Život

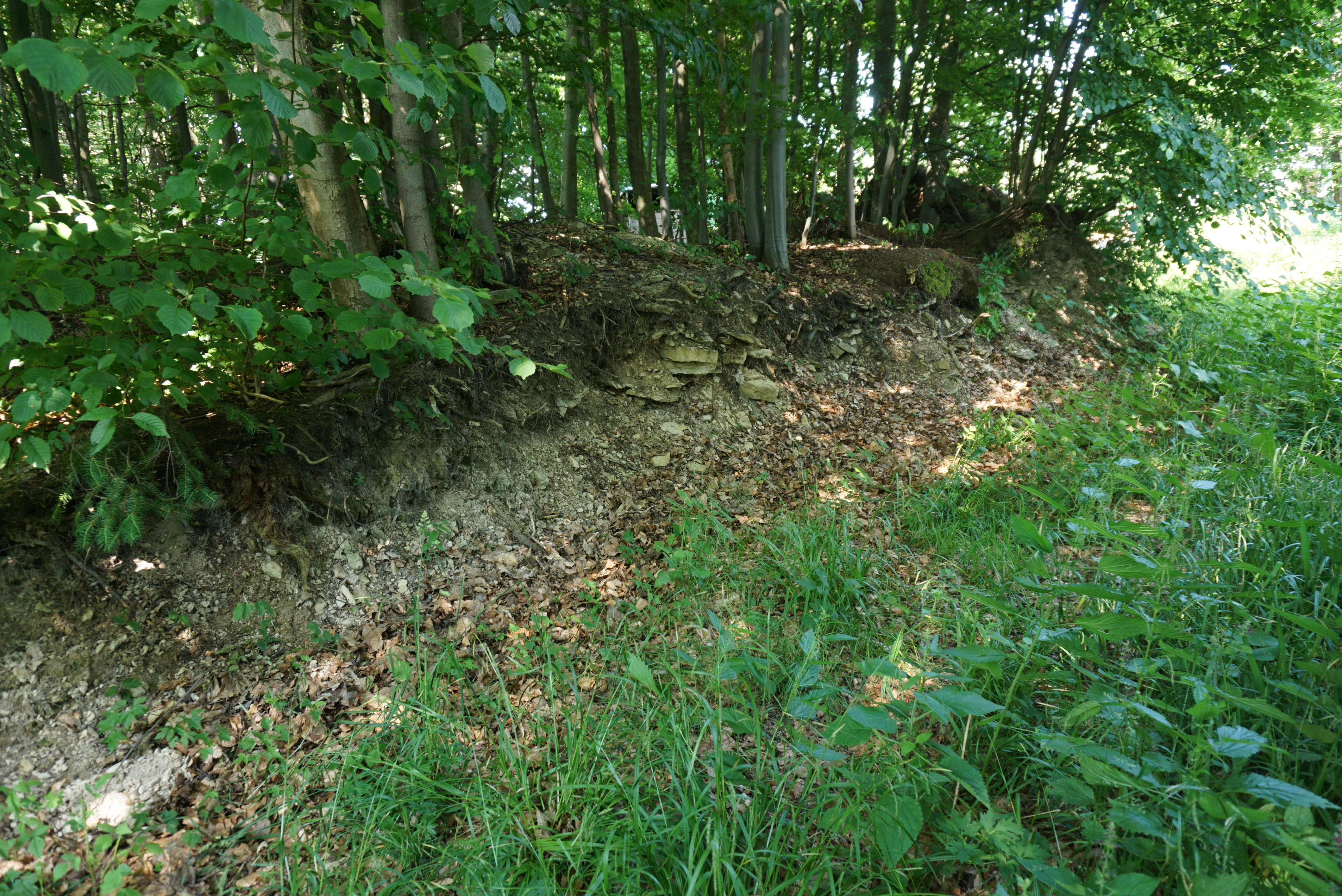
Hradní konírna na Boršově

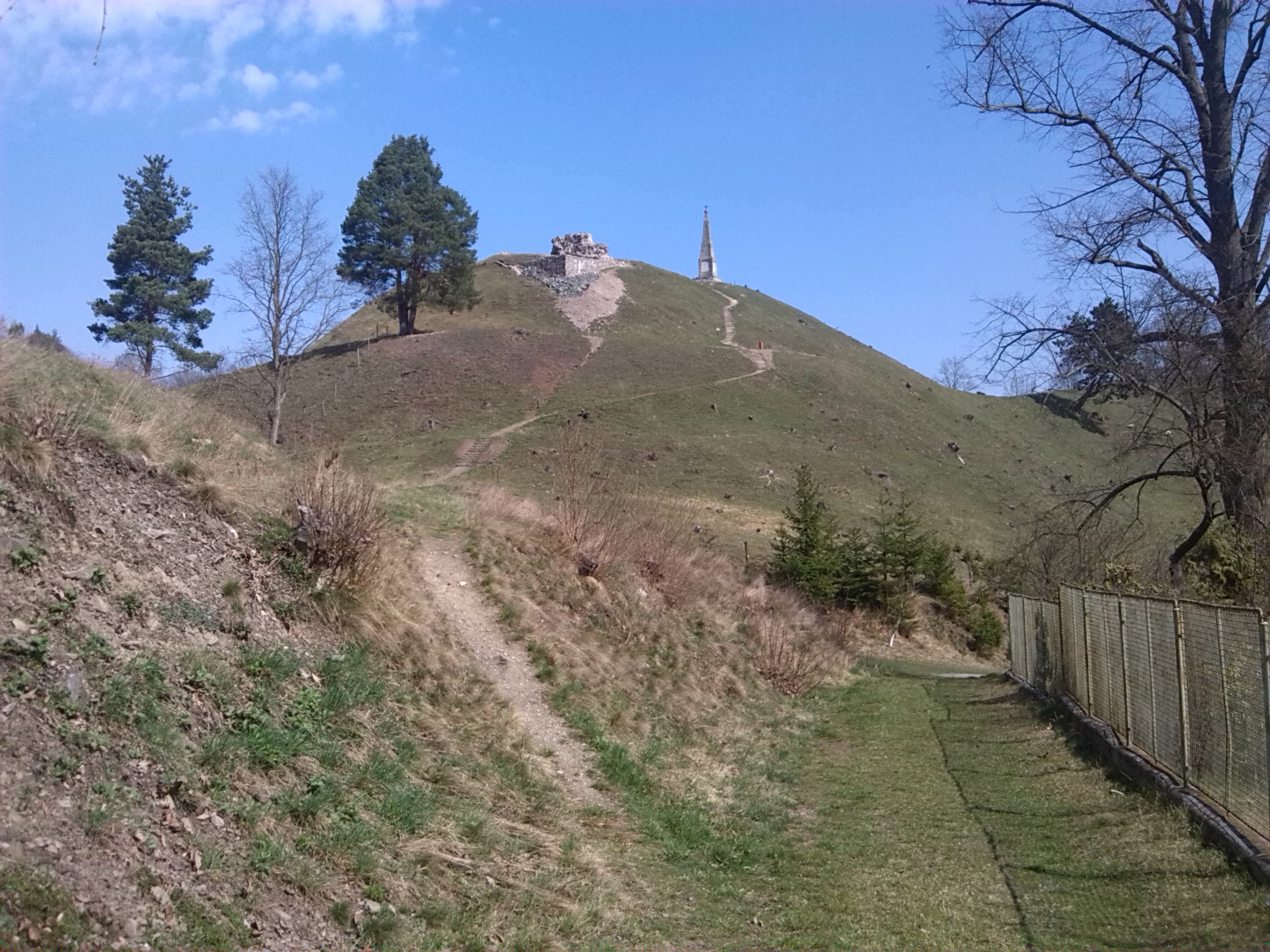
Hradní vrch v Hoštejně se zbytky hradu zbořeného v roce 1437

Bedřich ze Šumburka se narodil jako syn Bedřicha I. ze Šumburka (doložen v letech 1247 až 1290), pána z Hluchova. Bedřich III. je poprvé zmíněn v roce 1261. Měl nejméně tři bratry – Heřmana IV. (doložen v letech 1261–1300), Bedřicha II. (doložen v letech 1261–1299) a Dětřicha I. (doložen v letech 1261–1297). Bedřich měl také nejméně dvě sestry, které se dožily dospělosti, ty jsou zmíněny v jedné z darovacích listin z roku 1247:
1. Agáta ⚭ 1. Günther z Crimmitschau, 2. Bohuslav II. z Rýzmburka, ten měl z prvního manželství syna Slavka († 1277) a několik synů, jejichž byl Bedřich ze Šumburka poručníkem.
2. Berta ⚭ rytíř Otto z Gebhardsdorfu.
3. Adéla ⚭ Jindřich z Crimmitschau

Po smrti svého švagra (či zetě) Bohuslava II. z Rýzmburka († 1279), který byl ženatý s Bedřichovou sestrou (či dcerou) Agátou ze Šumburka (zemřela před rokem 1282), stal poručníkem jeho dětí a prostřednictvím své sestry také správcem z rýzmburské fundace augustiniánů poustevníků v klášteře Koruna Panny Marie. Po stížnostech augustiniánů na příliš vysoké daně se Bedřich těchto daní zřekl a prohlásil je za osvobozené od roboty.
Se svými sousedy však neměl dobré vztahy, neboť si opakovaně dělal nároky na jejich území. Stav se nezlepšil ani po konsolidaci situace v Čechách s nástupem krále Václava II.
Bedřich nechal rozšířit hrad Boršov u Svitav na západní straně hrabišického dominia, čímž zasáhl do pozemků vratislavského biskupa a dostal se tak do sporu s olomouckým biskupem Dětřichem z Hradce, Stavba pravděpodobně vznikla jako obranný val již za Boreše z Rýzmburka a po jeho smrti přešel na jeho syna Bohuslava II. a poté na jeho nezletilé syny. Jako jejich poručník nechal Bedřich v roce 1285 kvůli landfrýdu hrad rozšířit. 
Král Václav Bedřichovi nařídil, aby dal hrad zničit, ten však rozhodnutí neuposlechl, proto ho panovník donutil silou zbraní. Zbraslavská kronika uvádí, že v letech 1286/1287 musel proti Šumburkům s vojskem zasáhnout sám král. Václav obsadil Moravskou Třebovou a Bedřich se musel zavázat k míru. Svůj slib však porušil, a tak ho jeho synovci nakonec zajali a předali králi. Václav ho omilostnil a trest smrti oběšením za nelegální stavbu hradu zmírnil na useknutí prstu pro výstrahu. Tím dosáhl Bedřichovy loajality, avšak někteří jeho přívrženci i nadále pokračovali ve výpadech z hradu Hoštejna. Král znovu shromáždil vojsko, které vedl Záviš z Falkenštejna a loupežnický hrad dobyl a Bedřich musel zaplatit vysokou pokutu. 
I přesto poté Bedřich působil v letech 1294/1295 jako královský zemský soudce v Chebsku a později jako hradní sudí/purkrabí doložený v Kadani. Byl jmenován královským podkomořím a v roce 1306 se stal zástavním majitelem města Kadaně, kde je uváděn také jako purkrabí. 
Bedřich ze Šumburka zemřel na hradě v Kadani, v roce 1312 nebo 1317. Jeho synové Kadaňsko vrátili králi Janu Lucemburskému, který jim však povolil, aby si jeho část ponechali jako vlastní panství s hrady Perštejn a Egerberk.

### Manželství a potomstvo
Bedřich III. ze Šumburka byl zřejmě ženatý s Anežkou z Obřan, dcerou Gerharda z Obřan, který je uváděn jako jeho tchán. V literatuře se uvádí několik dětí, které mohly být dětmi z manželství:
- Heřman (V.), doložen v letech 1310 až 1334
- Bedřich (V.), doložen v letech 1310 až 1350/51
- Dětřich,
- Bedřich mladší (VI.), doložen v letech 1310 až 1328 [5]
- Jindřich
- Agáta, provdaná za Bohuslava II. z Rýzmburka